# كارول مرلي
كارول مرلي (بالفرنسية: Carole Merle)‏ هي متزحلقة فرنسية، ولدت في 24 يناير 1964 في بارسلونت في فرنسا.

## وصلات خارجية
- كارول مرلي على موقع الاتحاد الدولي للتزلج (التزلج على المنحدرات الثلجية) (الإنجليزية)
- كارول مرلي على موقع اللجنة الأولمبية الدولية (الإنجليزية)
- كارول مرلي على موقع أوليمبيديا (الإنجليزية)